# Bergersenfjella
Bergersenfjella ist ein 3170 m hoher Berg im ostantarktischen Königin-Maud-Land. Er ragt im Gebirge Sør Rondane an der Westflanke des Byrdbreen auf.
Norwegische Kartografen kartierten ihn anhand von Luftaufnahmen, die bei der vom norwegischen Walfangunternehmer finanzierten Antarktisfahrt mit dem Schiff Thorshavn (1936–1937) entstanden. Eine neuerliche Kartierung erfolgte 1957 anhand von Luftaufnahmen der US-amerikanischen Operation Highjump (1946–1947). Namensgeber ist der norwegische Politiker und Diplomat Birger Bergersen (1891–1977), Vorsitzender der norwegischen Walfangkommission.